# Mieke van Doorn
Maria Barbera (Mieke) van Doorn (24 december 1954) is een voormalige Nederlandse atlete, die zich had toegelegd op het hoogspringen. Zij werd op dit onderdeel Europees jeugdkampioene en was de eerste van in totaal vijf atletes die ooit over 1,88 m sprongen, tot 2013 het Nederlandse record.

## Biografie

### Via turnen op atletiek
De eerste sportliefde van Mieke van Doorn, jongste uit een gezin van drie kinderen waarvan vader directeur was van een vleeskeuringsdienst, was het turnen. Op de hbs in Lisse ontpopte zij zich als een "snelle" en werd door haar gymleraar ingezet bij schoolwedstrijden. Daar werd ze door "scouts" van de atletiekvereniging AV De Spartaan ontdekt en in 1967 werd zij lid van deze grote, actieve streekvereniging.

### Op vijftienjarige leeftijd Europees kampioene
Van Doorn sprong als dertienjarige al over 1,58, hoger dan wie ook van haar leeftijd; zeven jaar later was zij aangeland op 1,88, een progressie derhalve van 30 cm. In 1970, bij de eerste Europese jeugdkampioenschappen ooit in Parijs, verraste zij vriend en vijand door hoogspringkampioene te worden met de nationale recordsprong van 1,74. Onder de geklopte tegenstanders bevond zich onder andere Sara Simeoni, de latere wereldrecordhoudster en olympische kampioene. Van Doorn was overigens slechts met de pretentie naar Parijs vertrokken om het Nederlandse jeugdrecord te verbeteren. Toen dat eenmaal met het bereiken van de hoogte van 1,70 was gebeurd, sprong ze zonder een spoor van zenuwen ook over 1,74. Aanvankelijk verkeerde ze in de veronderstelling dat haar Russische tegenstandster Ganykovskaja had gewonnen. Op basis van minder foutsprongen werd Mieke van Doorn echter ook tot haar eigen verrassing tot winnares uitgeroepen.
De langbenige tiener uit Lisse leek een gouden toekomst tegemoet te gaan. Immers, wie anders kon zich er op beroemen zijn internationale carrière te zijn gestart met een Europese titel?

### Trainen in Duitsland
Los van een viertal Nederlandse titels bij de senioren en vier nationale records waren er voor Mieke van Doorn echter geen successen weggelegd. Overigens kwam haar laatste record min of meer toevallig tot stand. Ze trainde in die tijd namelijk in het toenmalige West-Duitsland, waar zij onder leiding van de Joegoslavische hoogspringtrainer Dragan Tancic, docent aan de Sporthochschule in de Zuid-Duitse stad Erlangen, zich geheel wijdde aan het hoogspringen, met het doel om zich te prepareren voor de Olympische Spelen van 1976 in Montreal. Ze was, toen zij in 1975 die stap maakte, naar eigen zeggen in Nederland al jaren aan het kwakkelen geweest, "doordat ik met mijn opleiding zat (Van Doorn studeerde in die tijd aan de sportacademie – red.) en ik niet goed werd begeleid en zo. Inmiddels had ik Tancic leren kennen en dat klikte eigenlijk direct. Een gevoelskwestie waarschijnlijk." Voor Van Doorn was deelname in Montreal een kwestie van nu of nooit. Vier jaar later, voor de Olympische Spelen in Moskou, zou ze 25 jaar en vermoedelijk al aan een school verbonden zijn. Aan meedoen viel dan vrijwel zeker niet meer te denken.

### Record met geblesseerde voet
In Duitsland kreeg ze echter steeds meer last van pijn in haar voet, maar veel onderzoek leverde in eerste instantie niets op. Ze kwam ten slotte naar Nederland om zich hoe dan ook te laten opereren. In afwachting hiervan nam zij deel aan een wedstrijd in Utrecht. "Mijn p.r. stond destijds op 1,85 (wat tevens het nationale record was – red.), daar was ik eerder dat jaar Nederlands kampioene mee geworden. Ik had heel hard getraind en voelde me heel goed. Het probleem was alleen dat ik nauwelijks kon lopen van de pijn... Daarom had ik mijn aanloop al ingekort. Ik sprong de 1,88 vrijwel uit stand..." Ze zou later verklaren dat als ze toen had geweten dat er sprake was van een vermoeidheidsbreukje in het voetwortelbeentje, ze desnoods had gesprongen met een verdovingsspuit erin. "Ik was in die periode op mijn best, richtte me toen serieus op de Olympische Spelen van Montreal. Een week na dat record ging ik onder het mes en ik ben eigenlijk nooit meer teruggekomen."
Om Van Doorns prestatie in het juiste perspectief te plaatsen: ze stond met die 1,88 derde op de wereldranglijst en aan het eind van het jaar nog zevende. Twee meter werd er toen nog niet gesprongen. "Ja, ik was héél even een wereldtopper."

### Abrupt einde atletiekloopbaan
Het plotselinge gedwongen einde van haar atletiekcarrière heeft haar wel met de frustrerende wetenschap opgezadeld dat ze veel en veel hoger had kunnen springen. "Die 1,88, dat was het begin. Nou, daar zit je dan mee, al is dat nu niet meer zo erg als toen ik stopte. Dan heb je er zoveel voor gedaan en wat komt er dan uit? Een schamele 1.88! Want zo is het eigenlijk. Ja, dat is triest", aldus Mieke van Doorn in 1984, sinds 1980 docente Lichamelijke opvoeding aan een MEAO in Den Haag.
Op die "schamele" 1,88 hebben sindsdien ettelijke generaties Nederlandse hoogspringsters hun tanden stukgebeten. Pas 38(!) jaar later slaagde Nadine Broersen er in om er 1,89 van te maken.

## Kampioenschappen

### Internationale kampioenschappen
| Onderdeel    | Titel                   | Jaar |
| ------------ | ----------------------- | ---- |
| hoogspringen | Europees jeugdkampioene | 1970 |

### Nederlandse kampioenschappen
Outdoor
| Onderdeel    | Jaar       |
| ------------ | ---------- |
| hoogspringen | 1971, 1975 |

Indoor
| onderdeel    | jaar       |
| ------------ | ---------- |
| hoogspringen | 1972, 1973 |

## Persoonlijke records
| Onderdeel    | Prestatie      | Datum            | Plaats   |
| ------------ | -------------- | ---------------- | -------- |
| 100 m horden | 14,1 s         | 18 augustus 1974 | Papendal |
| hoogspringen | 1,88 m (ex-NR) | 17 augustus 1975 | Utrecht  |
| verspringen  | 5,91 m         | 11 augustus 1974 | Papendal |
| vijfkamp     | 4237 p         | 18 augustus 1974 | Papendal |

### Nederlandse records
Outdoor
| Onderdeel    | Prestatie | Datum             | Plaats    |
| ------------ | --------- | ----------------- | --------- |
| hoogspringen | 1,74 m    | 12 september 1970 | Parijs    |
|              | 1,82 m    | 27 mei 1973       | Amsterdam |
|              | 1,85 m    | 20 juni 1975      | Den Haag  |
|              | 1,88 m    | 17 augustus 1975  | Utrecht   |

Indoor
| Onderdeel    | Prestatie | Datum            | Plaats    |
| ------------ | --------- | ---------------- | --------- |
| hoogspringen | 1,75 m    | 26 februari 1972 | Rotterdam |
|              | 1,83 m    | 24 februari 1973 | Leiden    |

## Palmares

### hoogspringen
- 1970:  EK U20 - 1,74 m (NR)
- 1971:  NK - 1,70 m
- 1972:  NK indoor - 1,75 m
- 1973:  NK indoor - 1,83 m
- 1974:  NK - 1,75 m
- 1975:  NK - 1,85 m

## Onderscheidingen
- KNAU-jeugdatlete van het jaar (Fanny Blankers-Koen plaquette) - 1970
- KNAU-atlete van het jaar - 1975